# Otto Sepke
Otto Sepke (* 22. August 1910 in Stettin; † 13. März 1997 in Berlin) war ein deutscher kommunistischer Widerstandskämpfer gegen den Nationalsozialismus und SED-Funktionär.

## Leben
Otto Sepke besuchte die Volksschule in Stettin und war von 1925 bis 1929 Lehrling in einer Stettiner Druckerei. 1927 trat er in die KPD ein. Von 1928 bis zum Verbot 1933 war er Mitglied des Kommunistischen Jugendverbands Deutschlands (KJVD) in Pommern. 1933 wurde er „in Schutzhaft“ genommen und ins KZ Sonnenburg gebracht. Nach seiner Freilassung beteiligte er sich an der illegalen politischen Arbeit des verbotenen KJVD. Unter anderem gehörte er zu den Helfern Hermann Materns bei dessen Flucht aus dem Gefängnis in Stettin-Altdamm. In den Jahren 1934/35 war er als Erdarbeiter beim Autobahnbau beschäftigt. Im September 1935 wurde er erneut verhaftet und gehörte von 1939 bis 1945 zu den Insassen des Konzentrationslagers Buchenwald, wo er sich zusammen mit Otto Halle am Lagerwiderstand beteiligte.
Nach Kriegsende wurde er in Greifswald politisch tätig und war bis 1948 1. Sekretär der SED-Kreisleitung. Von 1946 bis 1948 war er Stadtverordneter in Greifswald und Vorsitzender der Kreisparteikontrollkommission. In den Jahren 1949 und 1950 war er 1. Vorsitzender der Landesparteikontrollkommission in Mecklenburg. Im Oktober 1950 wurde er Abgeordneter der Volkskammer.
Von 1950 bis 1952 gehörte er zu den hauptamtlichen Mitarbeitern der Zentralen Parteikontrollkommission (ZPKK) in Schwerin. Ab 1952 arbeitete im Apparat des Zentralkomitees der SED in Berlin. In den Jahren 1954 und 1955 besuchte er die Parteihochschule der KPdSU in Moskau. 1954 wurde er Mitglied der ZPKK der SED, der er bis zur Rente 1973 angehörte. Nach der Wende wurde er Mitglied der PDS.
Die Grabstätte Sepkes und seiner Ehefrau Ruth befindet sich in der Gräberanlage für Opfer des Faschismus und Verfolgte des Naziregimes des Zentralfriedhofs Friedrichsfelde.

## Auszeichnungen
- 1956 Vaterländischer Verdienstorden (VVO) in Silber
- 1969 Vaterländischer Verdienstorden in Gold
- 1973 Ehrenspange zum VVO
- 1976 Karl-Marx-Orden
- 1985 Stern der Völkerfreundschaft in Gold